# Weird Science (película)
Este artículo es sobre la película. Para ver el artículo de la serie de televisión, diríjase a Weird Science.
Weird Science (La mujer explosiva en España y Ciencia loca en Hispanoamérica) es una película de 1985 escrita y dirigida por John Hughes, y protagonizada por Anthony Michael Hall, Kelly LeBrock y Ilan Mitchell-Smith. El productor de la película, Joel Silver adquirió los derechos del cómic del mismo nombre.

## Sinopsis
Dos chicos ingenuos intentan crear a la mujer perfecta con su computadora, pero ella resulta ser algo más que eso y forma parte de sus vidas.
Los marginados sociales nerds Gary Wallace y Wyatt Donnelly, son humillados por los deportistas sénior Ian y Max. Por desmayarse con sus amigas animadoras Deb y Hilly, se burlan de ellos en la escuela. Rechazado y decepcionado por su dirección en la vida y con ganas de más, Gary convence al tenso Wyatt de que necesitan un impulso de popularidad para alejar a sus amigas de Ian y Max. 
Solo durante el fin de semana sin los padres de Wyatt, Gary se inspira en el clásico Frankenstein de 1931 para crear una mujer virtual usando la computadora de Wyatt, infundiéndole todo lo que pueden concebir para hacer la mujer perfecta de sus sueños.
Después de conectar electrodos a una muñeca y piratear un sistema informático del gobierno para obtener más energía, una subida de tensión eléctrica en la casa crea a Lisa, una mujer hermosa e inteligente con poderes mágicos ilimitados. Inmediatamente, evoca un Cadillac para llevar a los niños a un antro en Chicago, usando sus poderes para manipular a las personas para que crean que Gary y Wyatt, son mayores de edad y se diviertan.
Regresan a casa borrachos y se encuentran con Chet, el malvado hermano mayor de Wyatt, que le extorsiona pidiendo dinero para comprar su silencio y mantener oculto este secreto. Lisa acepta ocultarse de él y así evitar ser descubierta, pero se da cuenta de que sus amigos Gary y Wyatt, aunque extremadamente dulces, son muy tensos y necesitan relajarse. Después de otra experiencia humillante en el centro comercial, cuando Max e Ian arrojan un helado sobre Gary y Wyatt frente a una multitud, Lisa les cuenta a los matones sobre una fiesta en la casa de Wyatt, para divertirse, pero Wyatt no tenía conocimiento previo, antes de irse en un Porsche 928 nuevo creado por ella con sus poderes mágicos para Gary.
A pesar de las protestas de Wyatt, Lisa insiste en que la fiesta se lleve a cabo de todos modos para relajar a los chicos. Ella va a encontrarse con los padres de Gary, Al y Lucy, quienes, para vergüenza de Gary, están conmocionados y consternados por las cosas que ella dice y su manera franca. Después de apuntarles con un arma, pero más tarde Gary le revela era una pistola de agua, altera sus recuerdos para que su madre Lucy se olvide del conflicto; sin embargo, Al olvida que tuvieron un hijo por completo.
En la casa de Donnelly, la fiesta se ha salido de control mientras Gary y Wyatt se refugian en el baño, donde deciden pasar un buen rato, a pesar de haberse avergonzado frente a Deb y Hilly. En el dormitorio de Wyatt, los amigos Ian y Max, convencen a Gary y Wyatt de recrear los eventos de ciencia, tecnología y el alto volyaje, que crearon a Lisa, pero fallan. Lisa los reprende por su mal uso de la ciencia y magia para impresionar a sus torturadores. 
También explica que se olvidaron de conectar la muñeca; por lo tanto, con los electrodos desnudos pero vivos descansando en una página de revista que muestra un misil balístico de alcance medio Pershing II, aparece un misil real desde un pozo bajo la tierra, que se estrella contra la casa.
Mientras tanto, los abuelos de Wyatt llegan y confrontan a Lisa sobre la fiesta, pero ella los congela y los esconde en un armario. Lisa se da cuenta de que los niños necesitan un desafío para aumentar su confianza, y entonces ella trae a la fiesta una pandilla de motociclistas mutantes que invaden la casa y alteran la fiesta, causando caos y haciendo que los niños corran.
Cuando los motociclistas toman a Deb y Hilly como rehenes, Wyatt y Gary deciden enfrentarse a ellos, lo que hace que Deb y Hilly se enamoren el dúo. Los motociclistas se van y ellos quedan como héroes. A la mañana siguiente, Chet descubre la casa en desorden, incluida una tormenta de nieve localizada en su habitación y el misil. Lisa les dice a los niños que acompañen a las niñas a casa en sus nuevos automóviles, mientras ella habla con Chet a solas. Entonces Gary y Wyatt al amanecer, proclaman sus sentimientos cuando las llevan a sus casas y ambas chicas corresponden a los mismos.
Al regresar a la casa de Wyatt para arreglar los daños de la fiesta, los chicos descubren a Chet, ahora transformado en una mancha mutante parlante. Se disculpa con Wyatt por su comportamiento con ellos. Arriba, Lisa les asegura que Chet pronto volverá a la normalidad y perderá la memoria de todo lo que ha pasado en la casa. Al darse cuenta de que su propósito está completo, abraza tanto a Gary como a Wyatt antes de poder desaparecer y desmaterializarse para siempre. Cuando se va, la casa se limpia mágicamente y todo vuelve a la normalidad, incluido Chet. Los padres de Wyatt regresan a casa, completamente inconscientes de que haya sucedido algo extraño en la casa durante su viaje y el retorno a la casa.
Más tarde, en la escuela secundaria de Gary y Wyatt, ahora convertidos en famosos héroes populares por la fiesta y apreciados por todos sus amigos, Lisa aparece como la nueva profesora de gimnasia, continuando así con su misión de cuidar a los dos muchachos.

## Reparto
| Actor                | Personaje              |
| -------------------- | ---------------------- |
| Anthony Michael Hall | Gary Wallace           |
| Ilan Mitchell-Smith  | Wyatt Donnelly         |
| Kelly LeBrock        | Lisa                   |
| Bill Paxton          | Chet Donnelly          |
| Suzanne Snyder       | Deb                    |
| Judie Aronson        | Hilly                  |
| Robert Downey Jr.    | Ian                    |
| Robert Rusler        | Max                    |
| Vernon Wells         | Lord General           |
| Britt Leach          | Al Wallace             |
| Barbara Lang         | Lucy Wallace           |
| Ivor Barry           | Henry Donnelly         |
| Ann Coyle            | Carmen Donnelly        |
| Michael Berryman     | Motorista mutante      |
| John Kapelos         | Dino                   |
| Jill Whitlow         | Susan                  |
| Wally Ward           | Art                    |
| Renee Props          |                        |
| Kym Malin            | Chica tocando el piano |

## Recepción
La película fue exitosa en la taquilla recaudando $23.834.048 en América del Norte y $15.100.000 en otros territorios, recaudando un total de $38.934.048 en todo el mundo.
La película tuvo una recepción mixta de la crítica. Con base en 28 reseñas del sitio Rotten Tomatoes, 54% de los críticos le dieron a Weird Science una reseña positiva, con un promedio de 5,5/10. El consenso declara: "Difícilmente en la misma liga que otras películas adolescentes de John Hughes, la resueltamente disparatada Weird Science obtiene algunas risas mediante su ridícula premisa y disfrutables actuaciones".